# Computer-aided diagnosis
Computer-aided diagnosis (CAD) of computer-aided detection (CADe) zijn methoden in de radiologie om met een computer artsen te helpen bij diagnose aan de hand van medische beelden. Beeldvormende technieken met behulp van röntgenstraling, MRI en ultrageluid (echografie) leveren veel informatie op, die de radioloog snel wil analyseren en evalueren. CAD-systemen helpen hierbij door digitale beelden, bijvoorbeeld verkregen met computertomografie, te doorzoeken op karakteristieke verschijnselen en verdachte gebieden te markeren, die wijzen op mogelijke ziektes. CAD kan gebruikt worden voor clinical decision support systems.
CAD is een betrekkelijk jonge interdisciplinaire technologie die kunstmatige intelligentie combineert met radiologische beeldverwerking. Een bekende toepassing is de detectie van een tumor. Sommige ziekenhuizen gebruiken CAD voor preventieve controle op borstkanker (mammografie), poliepen in de dikke darm en longkanker.

## Overzicht
Computer-aided detection (CADe)-systemen beperken zich meestal tot het aangeven van opvallende structuren en gebieden. Computer-aided diagnosis (CADx)-systemen evalueren de opvallende structuren. Bijvoorbeeld CAD voor mammografie spoort groepen van microcalcificaties op en dichte structuren in zacht weefsel, zodat de radioloog conclusies kan trekken over de pathologie. Ook is het mogelijk om de grootte van de tumor te berekenen of de mate waarin een tumor een contraststof opneemt. De arts blijft verantwoordelijk voor de uiteindelijke interpretatie van het medische beeld.

## Stappen
CAD komt neer op geavanceerde patroonherkenning. Bijvoorbeeld röntgenfoto's worden onderzocht op opvallende structuren. Om een algoritme te optimaliseren kunnen duizenden beelden nodig zijn. Deze worden in digitale vorm en in DICOM-format gekopieerd naar een server met CAD-software en stapsgewijs bewerkt en geanalyseerd.

### Voorbewerking (preprocessing)
- artefacten verwijderen
- ruis verminderen
- beeldkwaliteit harmoniseren om verschillende beelden met bijvoorbeeld verschillende belichtingstijden te kunnen vergelijken

### Segmentatie
- onderscheiden van verschillende structuren in het beeld, bijvoorbeeld, hart, long, ribbenkast, borstspier, mogelijk al ronde laesies.
- vergelijking met anatomische databank

### Analyse van structuren en ROI's
Elk gedetecteerd gebied (region of interest, belangwekkend gebied) wordt apart onderzocht op bijzondere karakteristieken (features) zoals:
- compactheid
- vorm, grootte en plaats
- stekeligheid rand van object (groeiende tumor), enzovoorts

### Evaluatie/classificatie
Na analyse van de structuur wordt elk ROI individueel beoordeeld (gescoord) op de aanwezigheid van een pathologische afwijking, met een algoritme dat geijkt is met een databank van aangetoonde gevallen (gouden standaard). Mogelijke procedures hiervoor zijn:
- Nearest-Neighbor Rule
- Minimum distance classifier
- Cascade Classifier
- Bayesian Classifier
- Multilayer perception
- Radial basis function network (RBF)
- Support Vector Machine SVM

Als de score (beoordeling) van de aangetoonde structuren een ingestelde drempel overschrijdt, worden ze gemarkeerd voor de radioloog.

## Sensitiviteit en specificiteit
Het is vooralsnog niet mogelijk alle pathologische afwijkingen te vinden. De trefkans (sensitiviteit) kan 90% halen afhankelijk van het systeem en de toepassing.
Een terechte melding heet echt-positief (True Positive, TP), een onterechte markering van gezonde gebieden een fout-positief (False Positive, FP, vals alarm). Hoe minder FP's, des te hoger is de specificiteit. Een lage specificiteit maakt het CAD-systeem minder nuttig omdat de gebruiker al die verkeerde meldingen eruit moet halen.

## Absoluut aandeel van detecties
Een alternatieve maat is het aantal detecties door de radioloog. Resultaten van clinical trials voor sensitiviteit, specificiteit en het absoluut aantal detecties kunnen sterk variëren. Elk onderzoek hangt af van omstandigheden als:
- retrospectief of prospectief ontwerp
- kwaliteit van de gebruikte beelden
- omstandigheden bij de röntgen- of ander type opname
- ervaring en opleiding van de radioloog
- type tumor
- grootte van de tumor

## Toepassingen
CAD wordt gebruikt bij de diagnose van borstkanker, longkanker, darmkanker, prostaatkanker, uitzaaiingen in botten, ischemische hartklachten en aangeboren hartafwijkingen.

### Borstkanker
CAD wordt toegepast bij bevolkingsonderzoek (screening mammografie) om borstkanker vroeg aan te tonen, vooral in de VS en Nederland als aanvulling op de beoordeling door een radioloog. Sommige onderzoeken wijzen op een positief effect of bevolkingsonderzoek,

maar andere laten geen verbetering zien.
Een systematisch overzicht uit 2008 over computer-aided detection in screening mammografie kwam tot de slotsom dat CAD geen significant effect heeft op het aantal aangetoonde kankers, maar wel op het aantal fout-positieven ("vals alarm", vrouwen worden onnodig teruggeroepen). Maar de grootte van dit effect varieerde aanzienlijk in verschillende onderzoeken.
Tevens bestaan er CAD-procedures voor mammografie met MRI.

### Longkanker
Voor de diagnose van longkanker is computertomografie met driedimensionale CAD-systemen standaard geworden. Ronde laesies, metastases en benigne (goedaardige) afwijkingen van 1 mm zijn detecteerbaar. Vele leveranciers van medische systemen bieden dergelijke software aan.
Vroeg longkanker aantonen is waardevol. De vijfjarige overlevingskans is de laatste dertig jaar gelijk gebleven en staat nu op ongeveer 15%. Longkanker doodt meer patiënten dan borst-, prostaat- en darmkanker samen. Dit komt door de groei van de kanker zonder symptomen. Als de patiënt ten slotte wel de eerste symptomen ontwikkelt - bijvoorbeeld chronische heesheid of bloedspuwing - is het meestal te laat voor een geslaagde therapie. Maar als de longkanker vroeg gevonden wordt (meestal door toeval) is er een overlevingskans van 47% volgens de American Cancer Society.
Het standaard longonderzoek is meestal een röntgenfoto (de thoraxfoto). Het vinden van longkanker op zo'n foto is een vroege fase (stage 1) is moeilijk. Ronde laesies variëren tussen 5–10 mm en worden makkelijk over het hoofd gezien.
De toepassing van CAD Chest Systems kan helpen om kleine veranderingen te detecteren, ook als een verdenking ontbreekt. Philips was de eerste leverancier van CAD voor deze vroege detectie van ronde laesies op röntgenfoto's.

### Darmkanker
CAD is beschikbaar voor het aantonen van darmpoliepen in de dikke darm. Poliepen zijn kleine aangroeisels in de bekleding van de dikke darm. CAD herkent de poliepen aan hun karakteristieke bultvorm. Om te veel fout-positieven te vermijden negeert CAD de normale darmwand met de plooien van de haustra (uitstulpingen die de dikke darm zijn gesegmenteerde vorm geven). Bij vroege clinical trials vonden radiologen met behulp van CAD meer poliepen.

### Nucleaire geneeskunde
Ook voor dit gebied bestaan commerciële toepassingen, bijvoorbeeld voor de diagnose van uitzaaiingen in bot en ischemische hartklachten in beelden van myocardische perfusie (hartscan).